# Bacillus stearothermophilus
Geobacillus stearothermophilus (Bacillus stearothermophilus) es una bacteria Gram-positiva con forma de bacilo que se encuadra en el filo Bacillota. Es una bacteria termófila extensamente distribuida en el suelo, manantiales calientes y sedimentos oceánicos y es causa de descomposición de los productos alimenticios. 
Es usada comúnmente como organismo de validación en los estudios de esterilización. Lo anterior debido a que su degradación como organismo es cuando se alcanza una temperatura de 121 °C, presenta una alta resistencia a temperaturas menores. Lo que la hace un buen indicador. En los autoclaves de vapor se utiliza una ampolla con esta bacteria para hacer una prueba de validación biológica del proceso de esterilización respecto a las condiciones teóricas de 15 minutos a 121 °C con 1 atm de presión. La o las ampollas se distribuyen en el autoclave (se trata de demostrar una esterilización uniforme de todo el equipo). Se le da el ciclo a validar de esterilizado efectivo (por ejemplo: 15, 17, 20, etc. minutos). El ciclo puede o no incluir carga si queremos validar el ciclo y distribución del equipo y si queremos validar la carga de trabajo. Concluido el ciclo, la o las ampollas son incubadas a 60 °C por 48 horas para ver si se desarrolla la bacteria de control. Normalmente las ampollas tienen un indicador de fenolftaleína o algún tipo de indicador que varía de color por desarrollo de la bacteria que modifica el pH de la ampolla. El viraje habitual es de violeta a amarillo, si luego de la incubación permanece violeta el ciclo de esterilizado ha sido efectivo. Se debe incubar un control positivo sin esterilizar para verificar el correcto el resultado por cambio de color. 
En caso de viraje de la o las ampollas se deberá aumentar el tiempo de esterilizado, revisión de fugas, presión obtenida, cantidad de carga, etc. para volver a realizar la validación del proceso.
Para la validez estadística del proceso se deberá considerar al menos un estudio en triplicado bajo las mismas condiciones de operación.
- Datos: Q136876
- Multimedia: Geobacillus stearothermophilus / Q136876